# Placodiscus attenuatus
Espèce
Statut de conservation UICN

 EN A1c, B1+2c : En danger
Placodiscus attenuatus est une espèce de plantes de la famille des Sapindaceae.

## Publication originale
- Adansonia: recueil périodique d'observations botanique, n.s. 20(3): 290. 1980.